# Fort Vancouver

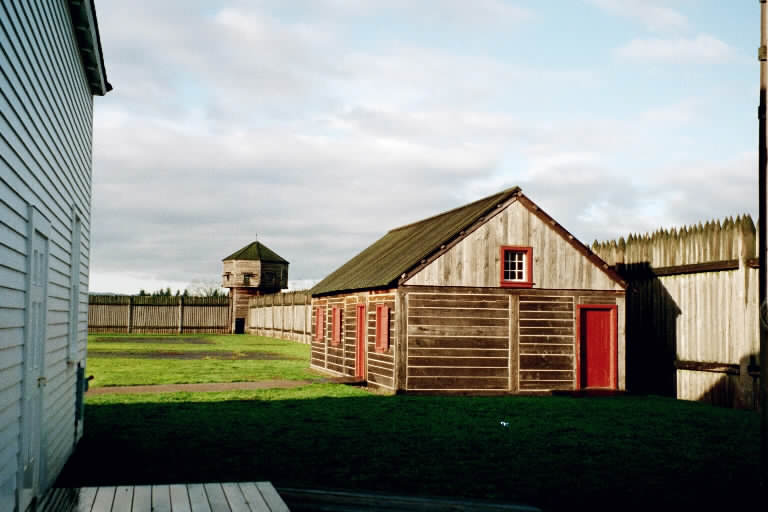
Vue du fort après restauration

Le fort Vancouver était un avant-poste établi au XIXe siècle le long du Columbia pour gérer la traite des fourrures et servir de base à la Compagnie de la Baie d'Hudson dans le Columbia District, ou Oregon Country.
Nommé en l'honneur du capitaine George Vancouver, le fort était situé sur la rive nord du Columbia, dans l'actuelle Vancouver, dans l'État de Washington, près de Portland (Oregon).  Il a été déclaré monument national américain le 19 juin 1948, puis lieu historique national américain le 30 juin 1961.
C'est un arrêt important de la route de la York Factory Express.

## Sources
- (en) Cet article est partiellement ou en totalité issu de l’article de Wikipédia en anglais intitulé « Fort Vancouver » (voir la liste des auteurs).